# 라만 레자에이
라만 레자에이(페르시아어: رحمان رضايی , Rahman Rezaei, 1975년 2월 20일 ~ )는 이란의 옛 축구 선수이다. 포지션은 중앙 수비수이다.

## 클럽 경력
레자에이는 원래 이란 감독 나세르 헤자지에 의해 발굴되었다. 조브 아한 FC에서 활약한 뒤 국가대표팀에도 선출되고 150,000유로(한화 약 2억)의 이적료 페루자 칼초로 이적하였다. 2003년 ACR 메시나로 이적하며 팀의 승격을 도왔고 주전으로 활약하며 2004-05 시즌 36경기에 출장하며 중위권으로 팀을 이끌었다. 그의 뛰어난 활약으로 인해 ACR 메시나 팬들은 레자에이에게 나는 양탄자, 수비의 비서라는 별명을 붙여주었다. 2006년 8월 말 AS 리보르노 칼초로 이적하였다. 2006년 1월 이탈리아계 이란인과 결혼하며 이탈리아 시민권을 획득하였다.
2008년 알아흘리 도하, 2010년 샤힌 부셰르 FC로 팀을 옮겨 활약하였고 2010년 파이칸 FC로 이적해 뛰고 있다.

## 국가대표팀 경력
레자에이는 2001년 7월 보스니아전에서 데뷔전을 치렀다.
유럽 축구 무대에서 레자에이는 역습을 전개하는 수비수였으나 국가대표팀에서의 그의 역할은 수비적인 중앙 수비수였다. 레자에이는 원래 공격수였으나 곧 수비에서 없어서는 안될 선수라는 것을 입증하였다.
2006년 FIFA 월드컵에 출전하였으나 실점 상황에서 실수를 범하며 기대 이하의 실력을 보여주었다.
2007년 4월 6일 레자에이는 2007년 아시안컵 이후로 국가대표팀에서 은퇴하겠다고 밝혔다. 그러나 2007년 12월에는 다시 복귀하고 싶다는 인터뷰 내용을 밝혔다. 2010년 FIFA 월드컵 예선에서 활약하였다.

## 국가대표팀 득점
| # | 일시       | 장소         | 상대 국가              | 스코어 | 결과 | 매치 형식               |
| - | ---------- | ------------ | ---------------------- | ------ | ---- | ----------------------- |
| 1 | 2005-06-03 | 이란, 테헤란 | 조선민주주의인민공화국 | 1-0    | 1-0  | 2006년 FIFA 월드컵 예선 |
| 2 | 2006-05-28 | 이란, 테헤란 | 보스니아 헤르체고비나  | 2-2    | 5-2  | 친선 경기               |
| 3 | 2007-02-07 | 이란, 테헤란 | 벨라루스               | 2-0    | 2-2  | 친선 경기               |